# Liste von Persönlichkeiten der Stadt Castrop-Rauxel
Diese Liste von Persönlichkeiten der Stadt Castrop-Rauxel umfasst die Ehrenbürger, Söhne und Töchter der Stadt sowie weitere Persönlichkeiten mit Bezug zur Stadt.

## Ehrenbürger
- 21. Februar 1928: Franz Keweloh (1841–1929)[1], Dechant und katholischer Pfarrer[2]
- 3. Juni 1971: Wilhelm Kauermann (1898–1973), Politiker (SPD)
- 1979: Hugo Paulikat (1918–1998), Politiker (SPD)
- 28. Oktober 1993: Paschasius Hermann Rettler (1915–2004), Franziskanerpater und emeritierter Bischof von Bacabal (Brasilien)[3]
- 1999: Hans Ettrich (1933–2014), Politiker (SPD), ehem. Bürgermeister (1989–99) und ehem. Landrat (1994–99)[3]

## Söhne und Töchter der Stadt

### Bis 1950
- 1800, Ferdinand Werne; † 2. September 1874 in Berlin, Philhellene, Diplomat und Forschungsreisender in Afrika
- 1805, 8. April, Clara Kopp; † 24. Januar 1883 in Essen, Ordensgründerin, Barmherzige Schwester
- 1813, 6. September, Gisbert von Vincke; † 5. Februar 1892 in Freiburg im Breisgau, Dichterjurist, Shakespeare-Forscher
- 1815, 9. August, Max Greve; † 12. Juli 1873 in Bochum, Jurist und Bürgermeister der Stadt Bochum
- 1844, 21. Juli, Hedwig Kiesekamp; † 2. März 1919 in Münster, Sängerin und Schriftstellerin
- 1878, 9. Mai, Heinrich Haslinde; † 11. November 1938 in Castrop-Rauxel, Heimatdichter
- 1902, 12. September, Ernst Bach; † 18. März 1965 in Siegen, CDU-Politiker und Bürgermeister ebenda
- 1906, 10. Januar, Heinrich Hegener; † 18. Januar 1984 in Dortmund, Romanist und Tourismusunternehmer
- 1908, 11. April, Josef Hermann Dufhues; † 26. März 1971 in Rheinhausen, Politiker (CDU), MdL NRW, NRW-Innenminister und Landtagspräsident
- 1908, 23. August, Ernst Feßler; † 13. Mai 1979, Volkswirt, Präsident der Landeszentralbank von Nordrhein-Westfalen
- 1910, 19. Februar, Wilhelm Specht; † 12. Juli 1986, Unternehmer, Kaufmann und Verbandsfunktionär
- 1912, 30. Januar, Josef Ikemann; † 30. Oktober 1994 in Ahaus, Kommunalpolitiker (CDU)
- 1912, 14. August, Wilhelm Silberkuhl; † 12. Juni 1984 in Bad Wiessee, Architekt und Bauingenieur
- 1912, 24. Oktober, Heinz Ballensiefen; † unbekannt, Historiker und nationalsozialistischer Funktionär, eingesetzt zur Erforschung der „Judenfrage“
- 1913, 24. März, Wilhelm Ziegenfuß; † 24. Mai 1986 in Xanten, Politiker (SPD), MdL NRW
- 1914, 18. September, Karl-Heinz Kramer, Radrennprofi und Weltrekord-Inhaber Steher hinter Motorradfahrer als Schrittmacher mit 154,506 km/h, aufgestellt 1950 auf dem Grenzlandring
- 1915, 26. Januar, Paschasius Hermann Rettler; † 16. September 2004 in Sorocaba (Brasilien), Bischof von Bacabal (Brasilien)
- 1915, 20. November, Alfred Ollesch; † 16. April 1978 in Köln, Ingenieur und Politiker (FDP)
- 1919, 14. Mai, Hinrich Grauenhorst; † 3. Mai 1998 in Schmallenberg-Jagdhaus, Maler
- 1924, 25. Februar, Hannelore Tust; † 17. Juli 2010, Autorin
- 1925, Günther Wolfram Sellung, Maler, Plastiker und Kunstpädagoge
- 1927, 11. Juni, Alfred Niepieklo; † 2. April 2014 in Castrop-Rauxel, Deutscher Fußballmeister 1956 und 1957
- 1929, 20. März, Josef Reding; † 10. Januar 2020 in Dortmund, Schriftsteller
- 1929, 4. August, Friedhelm Burkardt; † 26. November 1998 in Nairobi (Kenia), Psychologe und Professor für Arbeits- und Verkehrspsychologie
- 1930, 2. Januar, Alfred Vestring, Diplomat
- 1931, 31. Oktober, Emil Bölling; † 16. Februar 2015, Bauunternehmer, Begründer der bedeutendsten deutschen LKW-Sammlung, Kurator des ALGA-Nutzfahrzeugmuseums in Sittensen
- 1932, Egon Schütz; † 2015 in Düren, Pädagoge und Professor für Allgemeine Erziehungswissenschaft, Anthropologie und Ethik
- 1933, 6. Juli, Hans-Gerd Strube, Grundschulleiter und Politiker (CDU), 1983–1994 MdB
- 1934, 15. April, Erwin Weiss; † 2. Oktober 2008 in Dortmund, Sänger
- 1935, 29. Mai, Wolfgang Lohmann, Politiker (CDU)
- 1935, 13. September, Friedhelm Wentzke, Kanute
- 1937, 7. April, Helmut Buschhausen; † 1. Juli 2014 in Wien, Kunsthistoriker
- 1937, 1. November, Klaus Starke; † 26. Januar 2024, Pharmakologe
- 1938, 26. Februar, Dietrich Berke; † 16. Oktober 2010 in Zierenberg, Musikwissenschaftler und Verlagslektor
- 1939, 16. November, Paul Reding, Maler, Bildhauer und Schriftsteller
- 1942, 16. März, Werner Trzmiel, Leichtathlet
- 1942, 15. Juni, Friedhelm Ost, Journalist und Politiker (CDU), MdB
- 1943, 8. April, Manfred Kuhmichel, Politiker (CDU), 1990–2012 MdL NRW
- 1944, 19. November, Klaus Fichtel, Fußballspieler
- 1945, 19. Oktober, Klaus Senger, Fußballspieler
- 1946, 5. April, Frank Engelhardt; † 13. September 2024 in Holguín (Kuba), Schauspieler und Synchronsprecher
- 1947, 17. März, Heinz Marzi, Offizier und Verbandsfunktionär
- 1949, 20. November, Johannes Beisenherz, Politiker (SPD), 2004–2015 Bürgermeister von Castrop-Rauxel
- 1950, Anke Engelsmann, Schauspielerin (Berliner Ensemble)
- 1950, 4. April, Gabriele Sikora, Politikerin (SPD), 1995–2010 MdL NRW
- 1950, 30. Mai, Ralf Suerland, Jockey und Trainer im Galopprennsport
- 1950, 13. Juni, Paul-Josef Raue; † 11. März 2019 in Wolfenbüttel, Journalist und Sachbuchautor

### Ab 1951
- 1951, 21. Februar, Gerda Kieninger, † 22. Januar 2020, Politikerin (SPD), 1995–2017 MdL NRW
- 1951, 27. April, Laurentius Schlieker, Abt des Benediktinerklosters Gerleve
- 1951, 21. Juli, Eva Steininger-Bludau, † 8. Juni 2022, Politikerin (SPD), 2010–2017 MdL NRW
- 1951, 8. Oktober, Jutta Haug, Politikerin (SPD), 1994–2014 MdEP
- 1952, Hans-Jürgen Kubiak, Sachbuchautor
- 1952, 3. März, Uschi Karnat, Schauspielerin und Pornodarstellerin
- 1952, 30. August, Hans-Werner Ehrenberg, Lehrer und Politiker (FDP)
- 1953, 5. April, Monika Barz, Frauen- und Lesbenaktivistin
- 1953, 21. Mai, Manfred Mai, Politikwissenschaftler
- 1953, 8. November, Heike Maurer, Fernsehmoderatorin
- 1954, 13. März, Jens Funk, Ophthalmologe in Zürich
- 1955, Elfi Pracht-Jörns, Historikerin und Autorin
- 1955, Ulrich Syberg, Bundesvorsitzender des ADFC
- 1955, 14. Januar, Jürgen Konrad, Jurist
- 1955, 5. April, Udo Helmbrecht, ehemaliger Präsident des BSI und geschäftsführender Direktor der ENISA
- 1955, 22. April, Marita Pabst-Weinschenk, Sprechwissenschaftlerin, Pädagogin und Autorin
- 1955, 1. Mai, Ursula Reitemeyer-Witt, Erziehungswissenschaftlerin, Philosophin und Professorin in Münster
- 1956, 7. Dezember, Axel Vornam, Theaterintendant
- 1957, 23. September, Mathias Schipper, Fußballspieler
- 1958, 11. Juni, Ulrike Bolenz, deutsch-belgische Malerin und Photoplastikerin
- 1958, 6. Juli, Hans-Peter Villis, Manager
- 1959, Carsten Berg, Schriftsteller
- 1959, 4. Februar, Christian Schreier, Fußballspieler und -trainer
- 1959, 7. April, Engelbert Winter, Althistoriker
- 1959, 14. Oktober, Claudia Fährenkemper, Fotografin und Lehrerin
- 1959, 26. November, Inge Blask, Politikerin (SPD), seit 2012 MdL NRW
- 1960, Siegfried G. Richter, Koptologe
- 1960, Christine Wand-Wittkowski, Literaturwissenschaftlerin
- 1961, 5. Februar, Thorsten Hoffmann, Politiker (CDU), MdB
- 1961, 22. März, Peter Müller, Journalist, Autor und Unternehmer
- 1961, 4. November, Thomas Siewert, Fußballspieler
- 1961, 17. November, Wolfram Wuttke; † 1. März 2015 in Lünen, Fußballspieler
- 1962, 8. Januar, Rainer Blasczyk, Transfusionsmediziner
- 1962, 27. Februar, Thomas Richter, Fußballspieler, Manager und Trainer
- 1962, 7. März, Toni Schreier, Fußballspieler
- 1963, 29. März, Josef Holtkotte, römisch-katholischer Geistlicher und Weihbischof in Paderborn
- 1964, Michael Schwarz, Architekt
- 1964, 6. Juni, Babette Winter, Chemikerin und Politikerin (SPD)
- 1964, 12. September, Dieter Hecking, Fußballspieler und -trainer
- 1968, 8. März, Alexander Lüdeke, Autor und Übersetzer
- 1968, 4. Oktober, Sabine Poschmann, Politikerin (SPD), MdB
- 1975, Michael Ostrzyga, Komponist und Dirigent
- 1977, 15. August, André Münch, Koch
- 1978, Taner Sahintürk, Schauspieler
- 1978, 9. Juli, Michael Melka, Fußballspieler
- 1982, 30. April, Marcel Sieberg, Radrennfahrer und Sportlicher Leiter
- 1983, 8. Februar, Nadine Westerhoff, Fußballschiedsrichterin
- 1985, 25. Februar, Christian Mamerow, Automobilrennfahrer
- 1986, 14. September, Barış Özbek, Fußballspieler
- 1987, 6. Dezember, Sebastian Biesler, ehemaliger Sänger der Band Electric Callboy
- 1987, 29. Juni, Marc-André Kruska, Fußballspieler
- 1987, 22. November, Michael Esser, Fußballspieler
- 1988, 3. Januar, Christopher Nöthe, Fußballspieler
- 1989, 29. April, M.I.K.I, geb. Michél Puljic, Rapper
- 1990, 24. Mai, Christina Petersen, Schauspielerin
- 1991, 13. Februar, Felix Schümann, Eishockeyspieler
- 1992, 1. September, Ufuk Özbek, türkischer Fußballspieler
- 1994, 30. November, Semih Güler, deutsch-türkischer Fußballspieler
- 1995, 10. Juli, Leonidas Exuzidis, deutsch-griechischer Fußballschiedsrichter
- 1996, 16. Juli, Rana Tokmak, Rhythmische Sportgymnastin
- 1997, 24. September, Alicia-Awa Beissert, Pop- und R’n’B Sängerin
- 1998, 9. Januar, Chris Führich, Fußballspieler
- 1998, 17. Juli, Gökhan Gül, deutsch-türkischer Fußballspieler
- 2000, 7. Februar, Kira Lipperheide, Bobfahrerin und ehemalige Leichtathletin

## Persönlichkeiten mit Bezug zur Stadt
- William Thomas Mulvany (1806–1885), irischer Unternehmer in Deutschland; residierte auf Haus Goldschmieding in Castrop-Rauxel
- Julius Rütgers (1830–1903), Unternehmer; gründete 1849 die Rütgerswerke in Castrop-Rauxel
- Peter Klöckner (1863–1940), Unternehmer und Industrieller; fusionierte 1923 seine Stahlbeteiligungen zur Klöckner-Werke AG Rauxel-Berlin in Castrop-Rauxel
- Josef Wentzler (1884–1942), Architekt; bebaute den Altstadtmarkt in Castrop-Rauxel mit einheitlichen Sandsteinfassaden
- Lotte Brügmann-Eberhardt (1921–2018), Schriftstellerin; besuchte  das Oberlyzeum in Castrop-Rauxel
- Hans Dieter Schwarze (1926–1994), Schriftsteller, Schauspieler und Fernseh-Regisseur; 1968–1973 Intendant des Westfälischen Landestheaters (WLT) in Castrop-Rauxel
- Herbert Hauck (1930–2014), Theaterintendant, Dramaturg und Regisseur; 1979–1996 künstlerischer Leiter bzw. Intendant des WLT in Castrop-Rauxel
- Klaus Malettke (* 1936), Historiker; besuchte das Neusprachliche Gymnasium in Castrop-Rauxel
- Dietrich Hollinderbäumer (* 1942), deutsch-schwedischer Schauspieler; 1968–1972 Schauspieler, Regieassistent und Regisseur am WLT in Castrop-Rauxel
- Kurt Röttgers (* 1944), Philosoph und bis 2009 Professor für Philosophie an der Fernuniversität in Hagen; besuchte  das Adalbert-Stifter-Gymnasium in Castrop
- Manfred Flügge (1946–2025), Schriftsteller und Übersetzer; besuchte das Adalbert-Stifter-Gymnasium in Castrop-Rauxel
- Norbert Römer (* 1947), Politiker (SPD) und Journalist; wohnt seit 1952 in Castrop-Rauxel
- Norbert Skowronek (* 1947), Sportfunktionär; wuchs in Castrop-Rauxel auf
- Friedrich Schirmer (* 1951), Theaterintendant und Dramaturg; 1970 Hospitant und Dramaturg am WLT in Castrop-Rauxel
- Hubert Katzmarz (1952–2003), Schriftsteller und Verleger; wuchs in Castrop-Rauxel auf
- Andrea Wildner (* 1953), österreichische Schauspielerin; erstes Engagement 1973/74 am WLT in Castrop-Rauxel
- Franz Feckl (* 1955), Koch; 1983–1985 im Goldschmieding in Castrop-Rauxel
- Lena Sabine Berg (* 1964), Schauspielerin; 2005–2007 am WLT in Castrop-Rauxel
- Michael Friebe (* 1964), Ingenieur und Medizintechnik-Unternehmer; gründete und leitete 1993 die Neuromed GmbH in Castrop-Rauxel
- Christoph Brüning (* 1967), Rechtswissenschaftler und Hochschullehrer in Kiel; 1987 Abitur am Adalbert-Stifter-Gymnasium in Castrop-Rauxel
- Christian Scholze (* 1969), Dramaturg und Theaterregisseur; seit 2005 leitender Dramaturg des Abendtheaters am WLT in Castrop-Rauxel
- Holger Stromberg (* 1972), Küchenmeister, Fernsehkoch und Autor; 1994 Michelin-Stern im Goldschmieding in Castrop-Rauxel
- Micky Beisenherz (* 1977), Hörfunk- und Fernsehmoderator; besuchte das Adalbert-Stifter-Gymnasium in Castrop-Rauxel
- Corinna Liedtke (* 1983), Regisseurin, Drehbuchautorin und Fernsehredakteurin; wuchs in Castrop-Rauxel auf
- Johanna Pollet (* 1986), Schauspielerin; 2015–2018 festes Ensemblemitglied des WLT in Castrop-Rauxel
- Lisa Kapteinat (* 1989), Rechtsanwältin, Politikerin (SPD) und MdL NRW; wuchs in Castrop-Rauxel auf, seit 2016 Vorsitzende des SPD-Stadtverbandes
- Levi Penell (* 2000), Webvideoproduzent; startete im Oktober 2024 die Aktion „Castrop-Rauxel, die schönste Stadt der Welt“ und wurde vom Bürgermeister zum Ehrenbotschafter ernannt